# Kempston Hardwick
Kempston Hardwick är en ort i Storbritannien.   Den ligger i kommunen Borough of Bedford i  riksdelen England, i den södra delen av landet, 70 km norr om huvudstaden London. Kempston Hardwick ligger 35 meter över havet och antalet invånare är 20 000.
Terrängen runt Kempston Hardwick är platt. Runt Kempston Hardwick är det tätbefolkat, med 276 invånare per kvadratkilometer. Närmaste större samhälle är Bedford, 5,5 km norr om Kempston Hardwick. Trakten runt Kempston Hardwick består till största delen av jordbruksmark.